# Jerome Davis (lekkoatleta)
Jerome Davis (ur. 20 sierpnia 1977 w Ridgecrest) – amerykański lekkoatleta, sprinter, czterokrotny medalista uniwersjad.

## Kariera sportowa
Zdobył złote medale w sztafecie 4 × 100 metrów i sztafecie 4 × 400 metrów oraz srebrny medal w biegu na 400 metrów (za swym kolegą z reprezentacji Stanów Zjednoczonych Obeą Moore’em) na mistrzostwach świata juniorów w 1996 w Sydney.
Zdobył srebrny medal w biegu na 400 metrów (przegrywając jedynie z Clementem Chukwu z Nigerii) i złoty medal  w sztafecie 4 × 400 metrów na uniwersjadzie w 1997 w Katanii. Na kolejnej uniwersjadzie w 1999 w Palmie zwyciężył w obu tych konkurencjach.
Wystąpił w sztafecie 4 × 400 metrów na mistrzostwach świata w 1999 w Sewilli. Sztafeta amerykańska w składzie: Davis, Antonio Pettigrew, Angelo Taylor i Michael Johnson zwyciężyła w finale, lecz później została pozbawiona złotego medalu, gdyż Pettigrew został zdyskwalifikowany z powodu dopingu. Davis startował również w biegu na 400 metrów, w którym odpadł w półfinale.
Był akademickim mistrzem USA (NCAA) w biegu na 400 metrów w 1998.
Rekord życiowy Davisa w biegu na 400 metrów wynosił 44,51 s, ustanowiony 24 sierpnia 1999 w Sewilli.